# 나잇 & 데이
《나잇 & 데이》(영어: Knight and Day)는 2010년에 개봉한 미국의 액션 코미디 영화이며, 톰 크루즈와 캐머런 디애즈등이 출연했다. 제임스 맨골드가 감독을 맡은 이 영화는 2001년 영화 《바닐라 스카이》 이후 디아즈와 크루즈의 합작 영화이다. 디아즈는 톰 크루즈가 연기한 CIA로부터 쫓기는 로이 밀러라는 별난 특수 요원과 자신도 모르게 합류하게 되는 클래식 차량 수리공 준 헤이븐스 역을 연기했다.
영화 투자가들은 크루즈에게 적은 선급 비용을 지불하고 투자가들이 투자 비용을 돌려받은 이후에만 영화 수익을 나누기로 하며 투자 비용을 상쇄했다. 촬영을 여러 곳에서 이뤄졌고, 주로 매사추세츠주의 도시에서 촬영됐으며, 스페인과 오스트리아 등지에서도 이뤄졌다.
《나잇 & 데이》는 2010년 6월 24일 미국에서 개봉됐다. 영화는 비평가들로부터 상반된 평가들을 받았고, 월드와이드 수익 2억 6190만 달러의 수익을 얻음으로서 제작비 1억 1700만 달러를 회수해냈다.
볼리우드에서 리틱 로샨과 카트리나 카이프 주연의 《뱅 뱅!》이라는 제목의 영화로 리메이크 되었고 2014년 10월 2일에 개봉했다.

## 줄거리
카센터를 운영하는 독신녀 준. 위치타에서 차 부품을 구입하고 집이 있는 보스턴행 비행기를 타러 가던 도중, 이상형의 남자인 로이 밀러와 두 번이나 부딪친다. 로이를 감시하고 있던 CIA의 피츠 요원은 준이 로이와 관계가 있다고 의심하고는 기록을 조작해서 둘을 같은 비행기에 태운다. 비행기 안에서, 로이에게 흠뻑 빠진 준은 화장실에서 매무새를 다듬는다. 그 사이, 로이는 피츠가 보낸 다른 승객들과 승무원들을 모두 살해한다. 당황한 준을 데리고 로이는 비행기를 불시착시킨다. 그리고 머지않아 그녀를 노리는 요원들이 들이닥칠 거라 경고한 다음 약을 먹여 잠재운다. 다음날 준은 자신의 집에서 깨어난다.
여동생의 결혼식을 준비하던 준에게 곧 피츠와 다른 요원들이 찾아온다. 피츠는 준을 차에 태워 로이에 관해 물어보고 준은 로이의 말대로 둘러댄다. 피츠는 로이가 CIA의 배신자라며 위협적으로 나오기 시작하는데, 그때 로이가 나타나 차를 습격하고 준을 구해낸다. 홀몸으로 다른 요원들을 처치하는 로이를 보고 준은 겁에 질려 달아난다. 준은 소방수인 전 남자친구 로드니에게 도움을 요청해보지만, 로이가 가볍게 그를 제압하고 준을 인질로 잡는 척하며 데려간다.
로이는 자신이 영구 배터리 '제퍼'를 운반하고 있으며, 이를 스페인의 범죄자 안토니오에게 매입하려는 움직임을 포착하고 CIA에서 도주했다고 밝힌다. 두 사람은 개발자인 사이먼 펙을 찾아가지만, 펙은 이미 도주한 뒤였다. 로이는 그가 남긴 암호를 해석하여 알프스로 떠나기로 한다. 그 사이 안토니오가 보낸 킬러들이 습격해 오고, 로이는 그들을 상대하면서 패닉에 빠져 버린 준에게 다시 약을 먹인다.
준이 눈을 떠 보니 로이의 비밀 아지트인 외딴 섬으로 피신한 뒤였다. 준은 로이에게 화를 내고 뒤돌아서서 여동생에게 전화를 거는데, 그 때문에 그만 안토니오에게 위치가 노출되어 버린다. 곧 헬리콥터의 폭격이 시작되고 로이는 준을 다시 잠재운다. 그 다음에는 오스트리아의 열차 안이었다. 로이는 그곳에서 사이먼 펙과 접선하는데, 그 사이 준은 안토니오가 보낸 킬러 버나드에게 죽을 위기에 처한다. 하지만 로이에게서 배운 호신술로 위기에서 벗어나고, 로이가 버나드를 죽인다.
열차는 잘츠부르크에 도착하고, 로이는 준과 펙을 호텔에 두고 어디론가 떠난다. 준이 로이를 미행해보니 안토니오의 부하인 나오미와 접선하여 안토니오와 거래하고 있었다. 로이가 배신자라고 생각한 준은 피츠 요원, 그리고 국장인 조지와 접촉한다. 결국 호텔에 CIA 요원들이 들이닥친다. 로이는 도주 중에 총격을 받고 강물에 빠진다. 조지 국장은 준을 안심시키고 돌려 보낸다. 그러나 진짜 배신자였던 피츠 요원이 곧 펙을 납치하여 안토니오에게 보낸다.
귀국한 준은 여동생의 결혼식이 끝나고, 로이가 늘 주시하고 있던 주소지를 떠올리고는 그곳으로 찾아간다. 그곳은 로이의 진짜 부모님이 사는 곳이었다. 로이의 진짜 이름은 매슈 나잇이었고, 사고로 죽음을 위장한 뒤 부모님에게 몰래 금전적 지원을 해주고 있었다. 자신이 틀렸음을 깨달은 준은, 피츠를 불러 자신이 진짜 ‘제퍼’를 갖고 있다고 거짓으로 말한다. 피츠는 곧바로 그녀를 스페인 세비야에 있는 안토니오의 근거지에 보낸다. 안토니오 앞에서 자백제를 주입당한 준은 로이의 거래는 CIA에 대한 경고였다고 말한다. 곧 로이가 나타나 준을 구출한다. 피츠 요원이 펙을 인질로 데려가고, 로이는 그를 뒤쫓는다. 안토니오는 소떼에 휘말려 죽어 버린다. 강둑에서 피츠와 펙을 두고 피츠와 대치하게 된 로이는 그만 피츠가 쏜 총을 맞고, 피츠는 제퍼 배터리를 가지고 배를 타고 도주한다. 그런데 아직 시제품이었던 제퍼가 불안정해지는 바람에 폭발해 버려 피츠도 죽어 버린다. 준은 총에 맞은 로이를 구해낸다.
로이는 병원에서 회복되지만, 조지 국장은 그를 처리하려고 든다. 준은 간호사로 변장하여 로이에게 약을 먹여 잠재우고 병원에서 탈출시킨다. 로이가 눈을 떠보니 남미의 해안가였다. 준은 로이를 데리고 혼곶까지 향하는 드라이브를 즐기며 휴가를 보낸다. 그리고 로이의 부모님도 초대된다.

## 출연
- 톰 크루즈 - 매슈 나잇 / 로이 밀러
- 캐머런 디애즈 - 준 헤이븐스
- 피터 사즈가드 - 존 피츠제럴드 / 피츠
- 조르디 모야 - 안토니오 킨타나
- 비올라 데이비스 - CIA 국장 이저벨 조지
- 폴 데이노 - 사이먼 펙
- 팔크 헨첼 - 버나드
- 마크 블루커스 - 로드니
- 레니 로프틴(Lennie Loftin) - 브레이시스
- 매기 그레이스 - 에이프릴 헤이븐스
- 리치 맨리 - 대니
- 데일 다이 - 프랭크 젱킨스
- 실리아 웨스턴 - 몰리 나잇
- 갈 가도트 - 나오미
- 잭 오코널 - 윌머